# 陳石卿
陳石卿（？—？），字大忠，號桂宇，福建漳州府海澄縣（今龍海市）人，軍籍，明朝政治人物。

## 生平
萬曆四年（1576年）丙子科福建鄉試第七十九名。萬曆八年（1580年）庚辰科第三甲第五十五名進士。通政司觀政，本年授官江西上饒縣知縣，卒。

## 家族
曾祖父陳廷耀；祖父陳漢恢；父親陳詔。母林氏。